# Joseph Marañon
Joseph G. "Nonoy" Marañon (Sagay, 19 maart 1934 - Bacolod, 13 maart 2008) was een Filipijns politicus. 

## Biografie
Joseph Marañon werd geboren op 19 maart 1934 in Sagay in de Filipijnse provincie Negros Occidental. Hij was het tweede kind van Alfredo Marañon sr. en Salvacion Galicia.  Marañon behaalde een bachelor-diploma aan de De La Salle University in Manilla. Voor zijn politieke carrière was hij actief in het bedrijfsleven. Ook was hij actief bij een aantal landbouw en industriële organisaties zoals de Sagay-Escalante Planters Association, de Northern Negros Planters Association, de M&L Agro-Industrial Corporation en de Phoenix Phils. Industrial Corporation. Ook was hij president van de Rural Bankers Association of the Philippines. Van 1992 tot 2001 was Marañon drie achtervolgende termijnen burgemeester van de stad Sagay City. In 2001 werd Marañon gekozen tot gouverneur van de provincie Negros Occidental. Bij de verkiezingen van 2004 en 2007 werd hij herkozen. 
Marañon, die leed aan een leverziekte, overleed 6 dagen voor zijn 74e verjaardag in zijn slaap aan de gevolgen van een hartaanval. Hij was getrouwd met Aida Lopez en kreeg samen met haar drie kinderen. Zijn enige zoon is ook politicus. De broer van Marañon, Alfredo Marañon jr., was ten tijde van zijn overlijden de burgemeester van de stad Sigay.